# Baptistère de Saint Louis
Le baptistère de Saint Louis est un objet d'art islamique, en laiton martelé, orné d'un décor incrusté d'argent, d'or, et de pâte noire. Il a été produit dans la zone syro-égyptienne, sous la dynastie des Mamelouk par le dinandier Muhammad ibn al-Zayn. Il s'agit sans doute d'un des objets islamiques les plus célèbres et les plus énigmatiques au monde, actuellement conservé au département des arts de l'Islam du musée du Louvre sous le numéro d'inventaire LP 16. Malgré son nom usuel, il n'a aucun lien avec le roi de France Louis IX, connu sous le nom de Saint Louis (r. 1226 - 1270).

## Historique
Les conditions de commande et de fabrication de l'objet demeurent encore inconnues, tout comme la date et le contexte de son arrivée en France. Il est dit Baptistère de Saint Louis car on crut qu'il avait été ramené de croisade par Saint Louis. S'il n'apparaît pas sur l'inventaire des biens de Charles V dressé avant 1380, il est mentionné vers 1440 dans un inventaire inédit du trésor de la Sainte-Chapelle de Vincennes. Le 14 septembre 1606, il fut utilisé pour le baptême du futur Louis XIII.

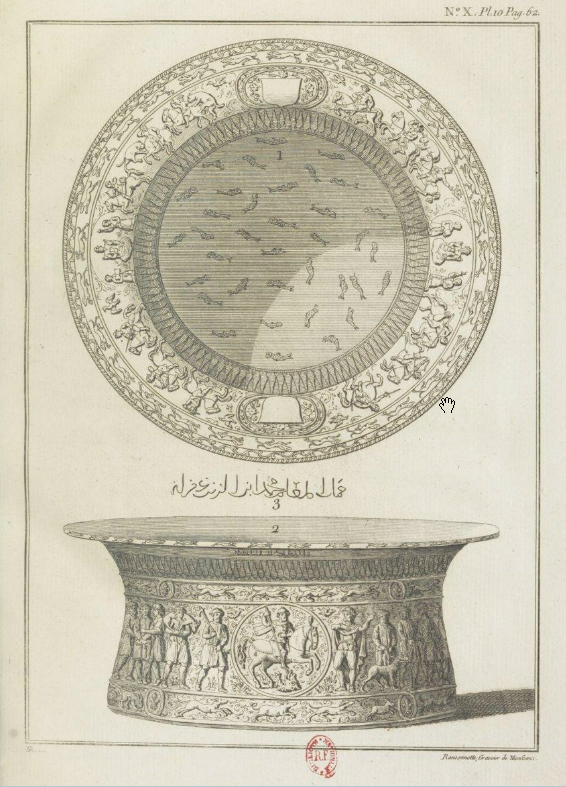
Vue générale du Baptistère de Saint Louis, gravure publiée dans les Antiquités nationales d'Aubin Louis Millin, 1791.

La trace du Baptistère se trouve à plusieurs reprises au cours du XVIIIe siècle : tout d'abord dans un inventaire de la sacristie de la Sainte-Chapelle de Vincennes de 1739, puis à l'article « Vincennes »  de Description de Paris par Jean-Aimar Piganiol de La Force, en 1742, en ces termes : 

« Dans le Trésor, on voit les Fonts qui pendant longtems ont servi au Bâtéme des Enfans de France, & qui furent portés à Fontainebleau pour le Batême du Dauphin qui règna ensuite sous le nom de Louis XIII. C'est une espèce de cuvete qui fut faite, à ce qu'on dit, en 897, &, qui est de cuivre rouge couvert de plaques d'argent à personnages entaillés si artistement que le cuivre ne s'en voit que comme par filets. »

La date de 897 s'expliquerait par la mauvaise lecture de l'inscription arabe دوه présente sur l'œuvre. 
En 1779, le Dictionnaire de Hurtaut et Magny propose la description suivante : 

« On conserve dans la chapelle un bassin en cuivre rouge des Indes, en forme de casserole, qui a cinq pieds de circonférence, où sont des figures représentant des Persans ou des Chinois. On y voit un Roi sur une espèce d'estrade avec des gardes à côté, & cela y est deux fois : beaucoup de chasses de tigres, lions, léopards ; en deux endroits, quelques mots arabes qui regardent quelques familles de cette nation. Le bassin représente aussi plusieurs hommes en casques & bouclier ; les figures sont ciselées dans le cuivre, et tout ce qui a été ciselé est rempli d'argent. Il est vraisemblable que ce bassin a servi aux purifications qui étaient fréquentes chez les Orientaux, & qu'il a été apporté des croisades. Il a servi en France au Baptême de quelques princes du sang. Piganiol dit qu'il fut fait pour le baptême de Philippe-Auguste en 1166. Il sert encore au Baptême dans cette chapelle quand le cas y échoit. »

En 1791, Aubin-Louis Millin, dans ses Antiquités nationales, semble être le premier à faire le lien entre le Baptistère et Saint-Louis : 

« Piganiol prétend que ce bassin fut fait pour le baptême de Philippe-Auguste en 1166, l'opinion la plus commune est qu'il fut fait en 897 chez les Sarrazins. Il est plus naturel de penser que ce vase fut rapporté par Saint Louis dans une de ses premières croisades. Le nom de Baptistère de Saint Louis, sous lequel il est connu, et les chrétiens persécutés par les Mahométans qu'on remarque dans les figures, fortifient cette conjecture. Sans cela, on pourroit donner à ce vase une antiquité plus reculée, et dire qu'il étoit au nombre des curiosités envoyées à Charlemagne par le calife Aaron Raschild, dont plusieurs sont encore conservées dans le trésor de Saint-Denis et ailleurs. »

Le même auteur reconnaît dans de nombreux personnages des Occidentaux ; il estime que les quatre cavaliers présents dans les médaillons extérieurs indiquent « le nombre d'années qu'il en a coûté aux sultans pour chasser les Francs ».
Millin évoque aussi la possibilité d'une arrivée en France plus précoce, liée à l'ambassade de Hâroun ar-Rachîd à Charlemagne au début du IXe siècle. L'ouvrage présente aussi des gravures assez imprécises, mais qui montrent que l'objet n'a pas subi de modification majeure depuis cette époque, à l'exception de l'ajout de deux plaques aux armes de France en 1821, date où l'objet sert au baptême du duc de Bordeaux.
Le 17 janvier 1793, le Baptistère est versé au dépôt des Petits-Augustins avant d'entrer au Museum national des arts une première fois neuf jours plus tard. Replacé en 1818 à Vincennes, sur ordre du roi. Il sert au baptême d'Henri d'Artois à la cathédrale Notre-Dame de Paris, le 1er mai 1821. Il retourne au Louvre en 1852, après un décret de Louis-Napoléon Bonaparte intimant que « tous les objets ayant appartenu aux souverains qui ont régné sur la France seraient recherchés, réunis et placés dans le palais du Louvre ». Il quitte temporairement le musée en 1856 pour servir, à Notre-Dame, lors de la cérémonie de baptême du prince Napoléon Eugène, le 14 juin 1856 ; c'est la dernière fois que ce bassin a servi de fonts baptismaux.
L'année 1866 est marquée par deux publications : dans le Catalogue du musée des souverains, Henry Barbet de Jouy décrit un « bassin de fabrique orientale, connu sous le nom de Baptistère de Saint Louis. [...] Les sujets qui y sont représentés […] sont ceux que l'on retrouve sur les monuments orientaux de la plus haute antiquité, et que les familles d'artistes ont répété traditionnellement : c'est la vie du prince sarrazin partagée entre les combats, la chasse et le festin ; ce sont différents animaux attaqués et ceux qui sont dressés pour les poursuivre. Lorsque le bassin est destiné à contenir un liquide, des poissons sont le plus souvent figurés sur le fond et nous les trouvons à profusion à l'intérieur de ce cratère. » Barbet de Jouy remet en cause la datation proposée auparavant et émet l'hypothèse d'une œuvre rapportée en France vers 1150. 
De son côté, Adrien Prévost de Longpérier propose, dans un article, la première étude scientifique du Baptistère. Il découvre l'origine de la fausse date de Piganiol, réfute l'idée que l’œuvre ait servi au baptême de Saint Louis, et y voit une œuvre de la première moitié du XIIIe siècle, en raison des fleurs de lys dans les blasons : 

« Les deux lignes d'animaux sont coupées régulièrement par huit disques chargés d'une fleur de lis qui paraît avoir été gravée après coup, et probablement en Europe. On aperçoit encore quelques traces à peu près effacées de nature à faire croire qu'on avait d'abord placé dans ces disques une étoile ou sceau de Salomon, motif d'ornementation très fréquemment employé en Orient. Cette circonstance donne lieu de penser que les fleurs de lis ont été ajoutées chez nous au XIIIe ou au XIVe. »

En 1930, Mehmet Aga-Oglu, par une analyse stylistique, est le premier à voir dans le Baptistère une œuvre d'atelier syrien, et à le dater du premier quart du XIVe siècle. Neuf ans plus tard, au moment de l'invasion allemande, l’œuvre est mise en sûreté au château de Chambord par le conservateur Jean David-Weill et par David Storm Rice, qui se trouvait alors à Paris pour l'étudier. La Seconde Guerre mondiale retarde la sortie de sa monographie, qui reste de nos jours la référence la plus complète et la mieux illustrée. Ses interprétations sont toutefois en partie remises en cause par plusieurs chercheurs depuis lors.

## Description
Le baptistère de Saint-Louis est un grand bassin à profil caréné, réalisé dans une unique feuille de laiton. Selon les publications, ses dimensions varient légèrement : 
- sa hauteur se situe entre 22 cm[18] et 24,4 cm[19] ;
- son diamètre maximal varie entre 50,2 cm[20] et 50,4 cm[19] ;
- D. S. Rice donne aussi une indication du diamètre minimal : 38,4 cm[19].

Il porte un décor figuré à la fois en interne et externe, qui se caractérise par une très grande diversité des personnages, dans leurs vêtements, leurs types physiques et leurs postures. D'après D. S. Rice, ce décor serait orienté selon un axe passant par l'inscription en argent sous une lèvre du bassin et par un personnage en armure. Tous les motifs figurés sont situés sur un fond de rinceaux végétaux, où prennent place divers animaux. À l'extérieur, le décor occupe la partie inférieure de l'objet ; il se compose d'un registre principal portant des frises de personnages interrompues par quatre médaillons, bordé de deux frises d'animaux courant, interrompues de quatre médaillons portant une fleur de lys héraldique. Au-dessus du registre supérieur, une arabesque végétale se termine par des lancettes. Une grande inscription en argent prend place sur la zone restée vierge. Une frise d'animaux courant est aussi présente sur la tranche de la lèvre.
À l'intérieur, le décor se déploie en partie supérieure sous la forme d'un large registre orné de cavaliers, interrompu par quatre médaillons : deux portant une scène de trône, deux portant des armoiries. De part et d'autre de ce registre principal se déploient des frises d'animaux courant interrompues par des médaillons à fleur de lys. Sur la lèvre, on observe aussi une frise marquée par un motif ondulé, où semblent prendre place des oiseaux stylisés. Au bas de ce décor, une arabesque végétale se termine par des lancettes. Le fond du bassin est également décoré, sur le pourtour, d'une frise de lancettes, et à l'intérieur d'une multitude d'animaux aquatiques.

Organisation des frises principales du baptistère. L'ordre des numéros est de pure convention.

### Frise extérieure

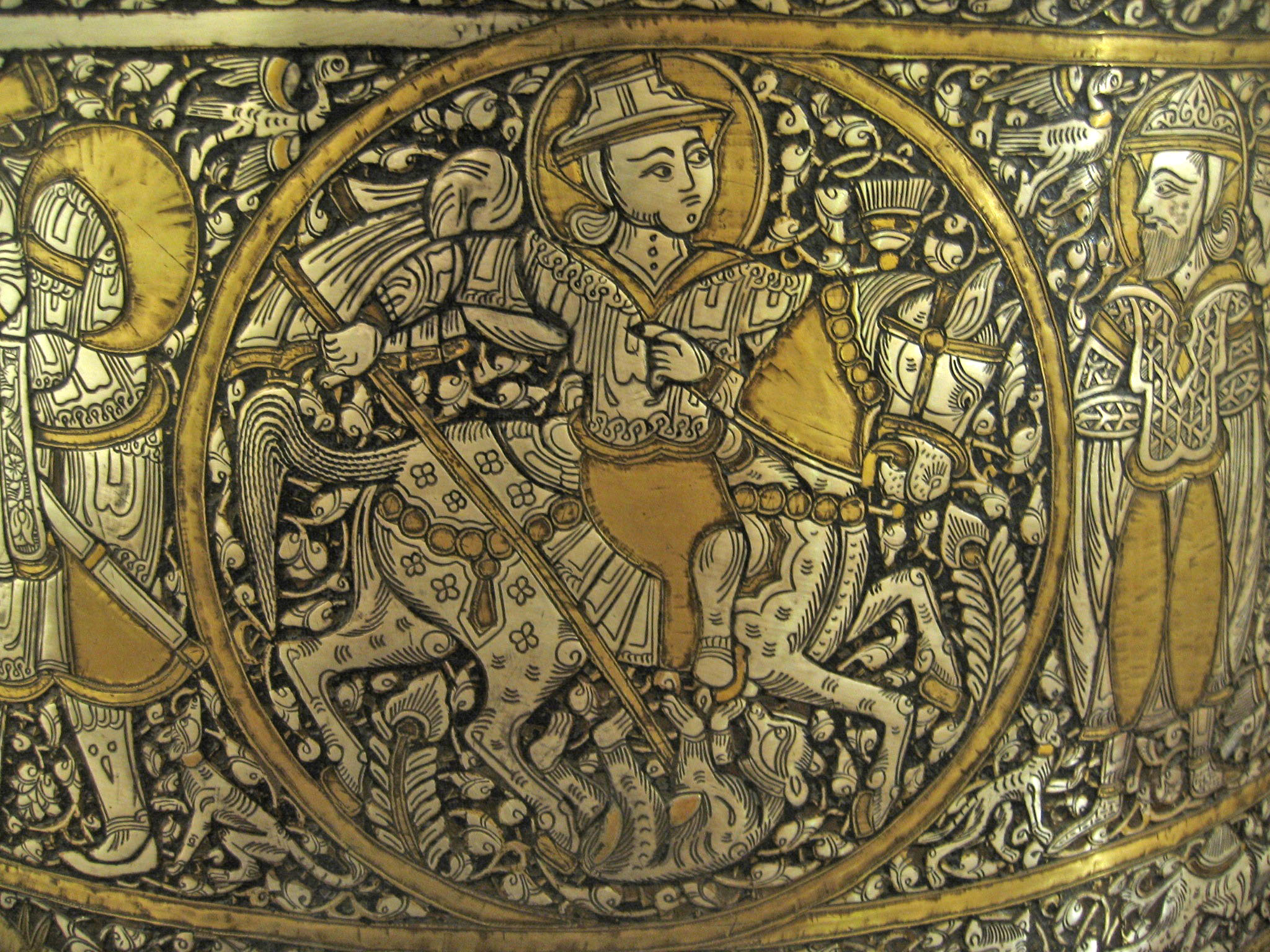
Cavalier du médaillon A.

La frise extérieure regroupe vingt personnages à pied et quatre cavaliers dans les médaillons. Tous sont nimbés.
Les cavaliers présentent tous une activité, un costume et un type physique différent. Par contre, leurs chevaux sont harnachés de la même manière : un filet, une selle avec des étriers, une couverture plus ou moins longue sur la croupe, une martingale et une fessière ornée. Une écharpe avec un pompon est nouée sur la nuque. Leur queue est parfois nouée (médaillon B et D), parfois laissée libre.
- Médaillon A : le cavalier est un chasseur, qui tue un ours avec une lance. Il porte un chapeau à jugulaire, un manteau à manches longues et serrées. Une écharpe ou une cape vole derrière lui. Son visage est allongé, glabre, avec un menton saillant marqué par un point.
- Médaillon B : le cavalier est enturbanné et porte un manteau à manches courtes, ainsi qu'une canne de polo. Le visage est manquant. Un oiseau au bec pointu et dont le long cou forme une boucle - peut-être une cigogne - prend place dans son dos.
- Médaillon C : le cavalier est un chasseur, qui enfonce sa lance dans la gueule ouverte, babines retrouvée, d'un dragon serpentiforme au corps noué. L'homme porte un chapeau, un manteau à manches courtes ainsi qu'une cape, fermée sur la poitrine et qui volète dans son dos. Son visage allongé est barbu.
- Médaillon D : le cavalier semble porter une coiffe nouée derrière son crane et surmontée d'un pompon. Ses traits rappellent les conventions de représentations iraniennes : un visage très rond, une moustache et un petit bouc. Son vêtement, orné de motifs géométriques, est largement manquant, mais devait être un manteau à manches longues. Sa selle est décorée d'un oiseau. L'homme est un archer : il porte un carquois rempli de quatre flèches et vient d'en décocher une cinquième dans l'épaule d'un lion.

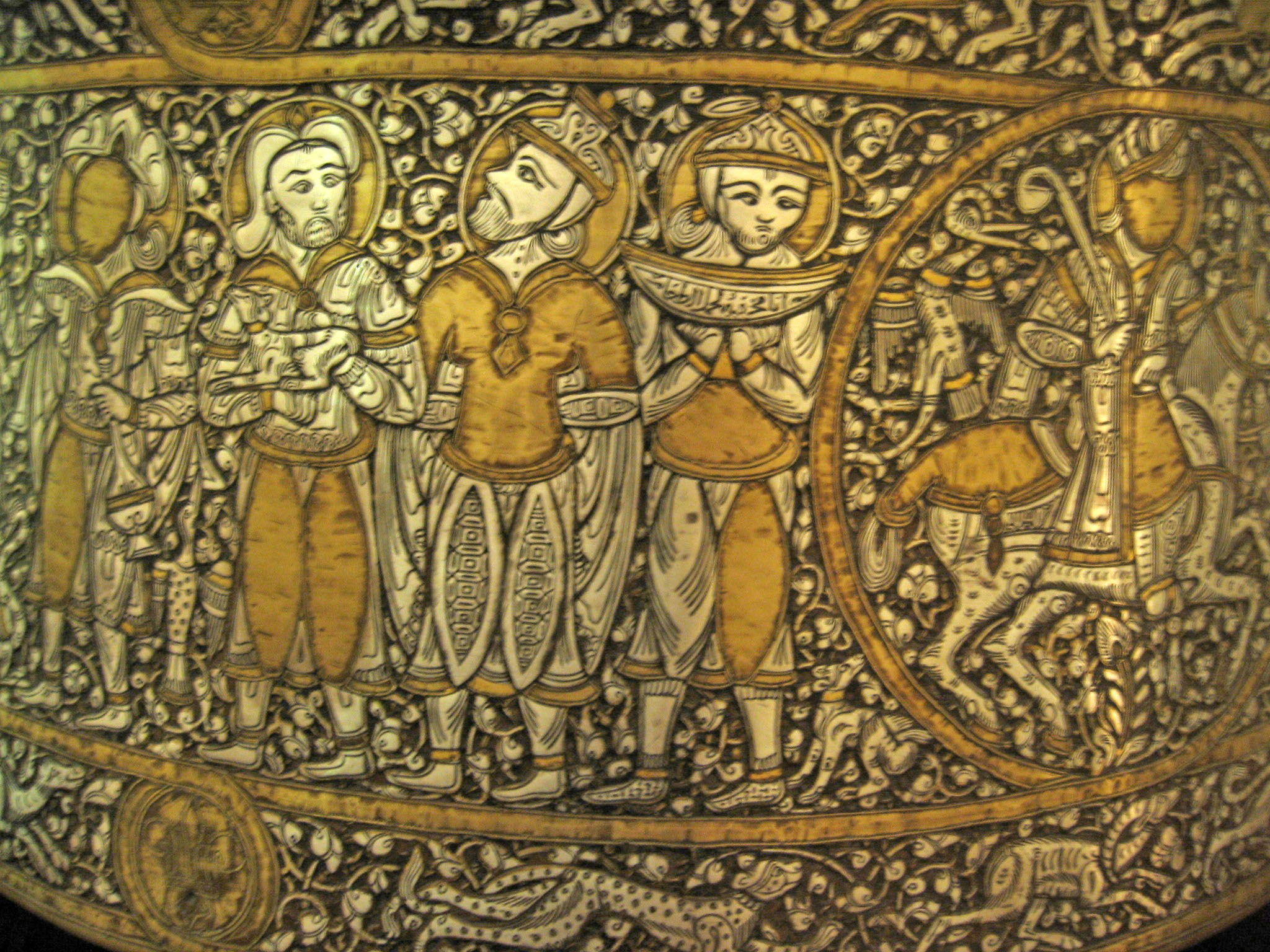
Personnages du bandeau E1 et cavalier du médaillon B
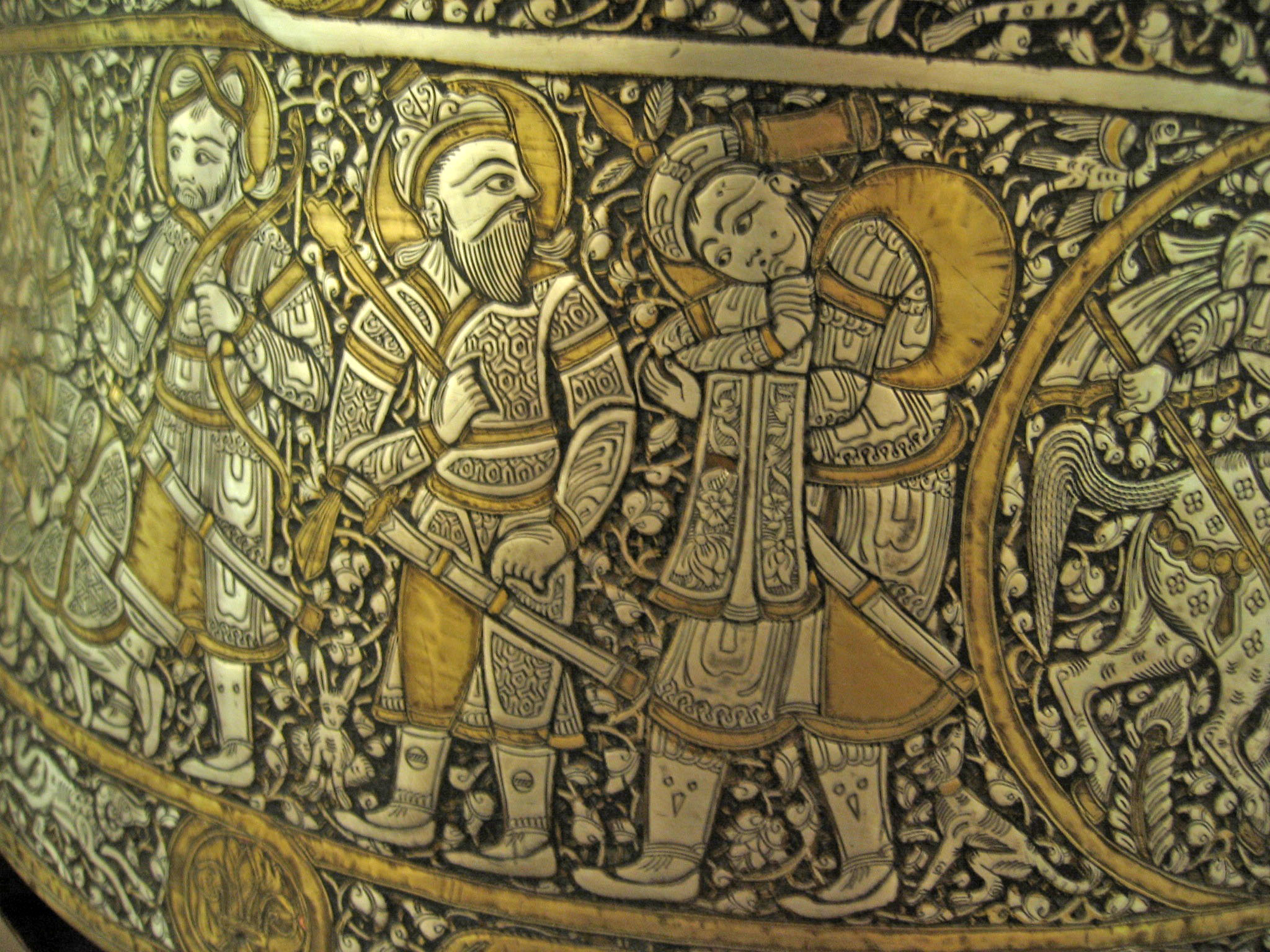
Personnages du bandeau E4

Les personnages à pied, de la même manière, se signalent par la diversité de leurs postures, de leurs habillements, de leurs accessoires.
- Bandeau E1 : Cinq personnages, qui portent une cape attachée sur la poitrine, les cheveux attachés en chignon et un chapeau tripartite à jugulaire, hormis le personnage central, qui semble nu-tête. Tous arborent des barbes plus ou moins longues Deux ont les bras croisés dans le dos, dont un, à l'extrémité gauche, semble attaché à un pieu dont on voit la base dans le sol, entre ses pieds. Le second en partant de la gauche tient une coupe inscrite et une bouteille à long col. Le personnage central porte un quadrupède dans ses bras. Le personnage le plus à droite tient une coupe inscrite ; son chapeau est orné d'une plume.
- Bandeau E2 : Six personnages, trois tournés vers la gauche, trois vers la droite, mais le personnage central regarde du côté gauche. Parmi les personnages tournés vers la droite, l'un est plus petit que les autres, porte une canne de polo, un manteau et des bottes, et semble poussé par un homme penché derrière lui. Les cinq personnages de grande taille sont enturbannés, cheveux tombant librement et oreilles dégagées ; ils portent une épée à la ceinture, ainsi que des bottes parfois marquées par des symboles : un point, deux points et une goutte, deux points autour d'un trait vertical, trois traits verticaux. Leurs visages ronds, marqués par une moustache et un bouc, parfois par un monosourcil et des piquetages sur les joues, pourraient reprendre des canons mongols. Deux portent une hache à la lame en demi-lune, un autre un arc, un quatrième un quadrupède (onagre ?) sur les épaules.
- Bandeau E3 : Quatre personnages, vêtus de manière assez semblable à ceux du bandeau E1 : une cape fermée sur la poitrine, un chapeau tripartite (dont l'extrémité est aplatie, à l'inverse de ceux du bandeau E1), des chaussures basses. Trois semblent présenter une barbe de trois jours[21] ; le quatrième a une barbe longue. Le troisième personnage en partant de la gauche porte une coiffe différente, que Rice interprète comme étant en plumes d'oiseau[22]. Le personnage le plus à gauche a les bras derrière le dos, le second tient la laisse d'un guépard, le troisième porte un faucon sur sa main gantée. Le personnage le plus à droite tient une grue dans la main droite et la laisse d'un chien dans la main gauche ; son chapeau est orné d'une plume, et il semble lever la tête pour observer un canard.
- Bandeau E4 : Comme ceux du bandeau E2, les cinq personnages du bandeau E4 arborent de longs manteaux, des bottes marquées de symboles (blason scutiforme à une fasce, blason rond à une fasce, deux points, deux points et une goutte) et des épées. Toutefois, leurs coiffures sont diverses : trois ont des bandeaux noués derrière la tête, un autre, une sorte de turban, un dernier un chapeau semblable à ceux du bandeau E3. Tous ont les cheveux noués et se dirigent vers la gauche. À droite, l'un porte une serviette ornée de fleurs à cinq pétales et de pivoines sur le bras gauche, et retient de l'autre main un gros sac qu'il porte sur son dos ; il porte la moustache et le bouc, un point sur la joue, et un chapeau à trois plumes. Devant lui, un homme à la longue barbe tourne la tête ; il tient une massue. Devant, un autre, dont la barbe est plus courte, porte un arc et des flèches. À l'extrémité gauche, deux personnages portant le bouc, la moustache et un monosourcil, sont disposés l'un à côté de l'autre ; l'un, debout, tient une épée qui marquée d'une inscription indéchiffrable. Il appuie sa main sur le dos de l'autre, qui s'agenouille en semblant poser le coude au sol[23]. Contrairement aux autres personnages, celui qui s'agenouille ne porte pas de bottes. Le canon des visages est plus fin que celui des personnages du bandeau E2.

### Frise intérieure
Les médaillons de la frise intérieure fonctionnent deux à deux. Les médaillons I et III présentent chacun en leur centre un écu laissé vierge jusqu'en 1821, et recouvert ensuite d'un blason aux armes de France et entouré de motifs végétaux où l'on distingue cinq fleurs à cinq pétales incrustés d'or. Une frise de motif végétaux encercle l'ensemble. Les médaillons II et IV présentent une scène de trône semblable : un personnage, portant une couronne tripartite et un gobelet inscrit, est assis à l'orientale sur un trône rayé, inscrit en partie supérieure et supporté par deux lions à collier d'or ; de part et d'autre du trône prend place un homme debout qui tient, pour celui de gauche, une écritoire inscrite, et pour celui de droite, une épée. Ces personnages debout sont vêtus d'un long manteau, et recevaient probablement une coiffe en forme de bandeau, disparue ; sur leurs bottes se trouvent des symboles : deux points et une goutte. L'un d'entre eux (médaillon II, à gauche, arbore une moustache, un bouc et des points sur le visage) ; les autres sont glabres. Le visage de l'un des souverains (médaillon II) a disparu ; l'autre (médaillon IV) porte aussi la moustache et le bouc, ainsi qu'un monosourcil.

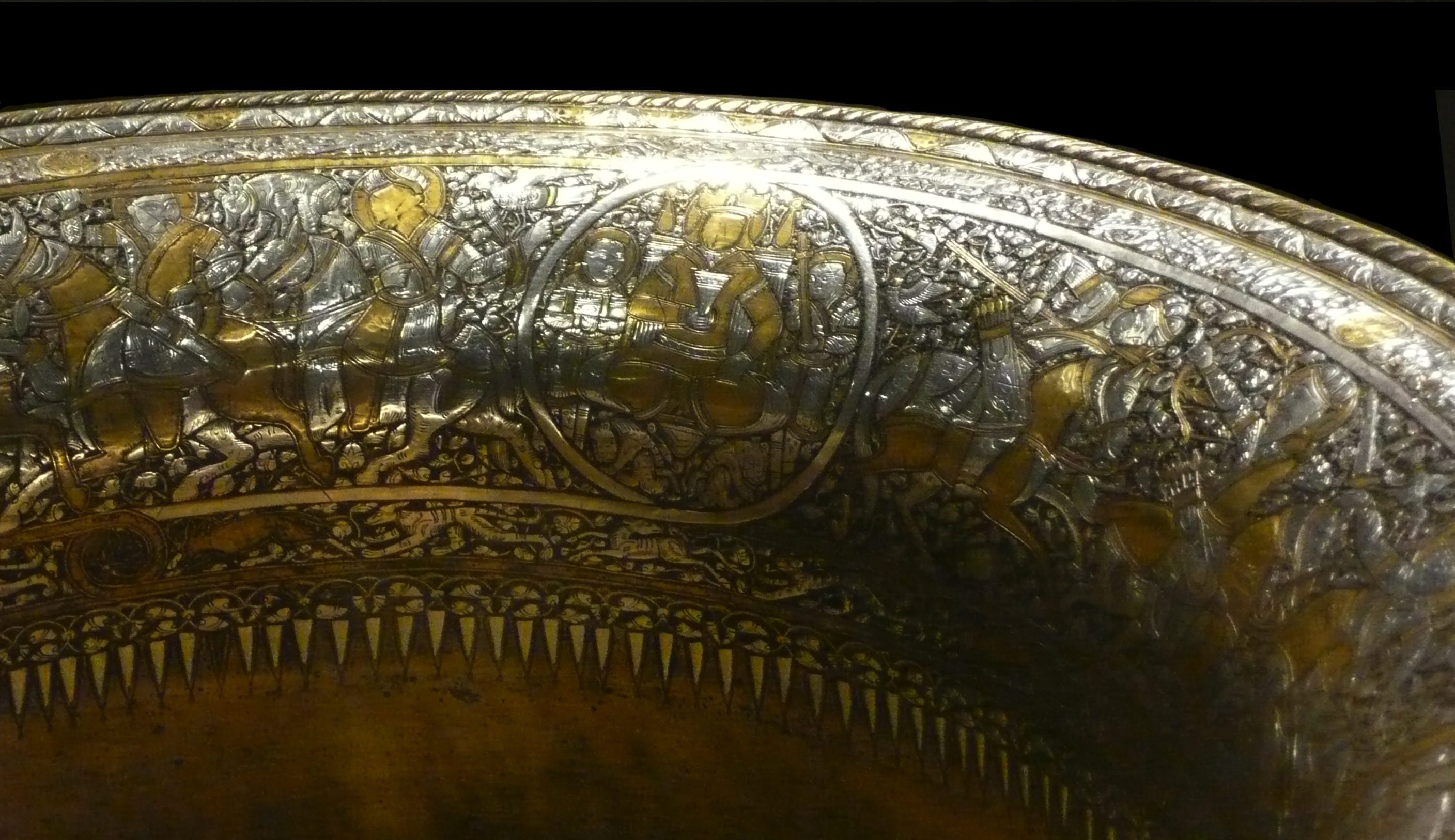
De droite à gauche, bandeau I1, médaillon II et bandeau I2
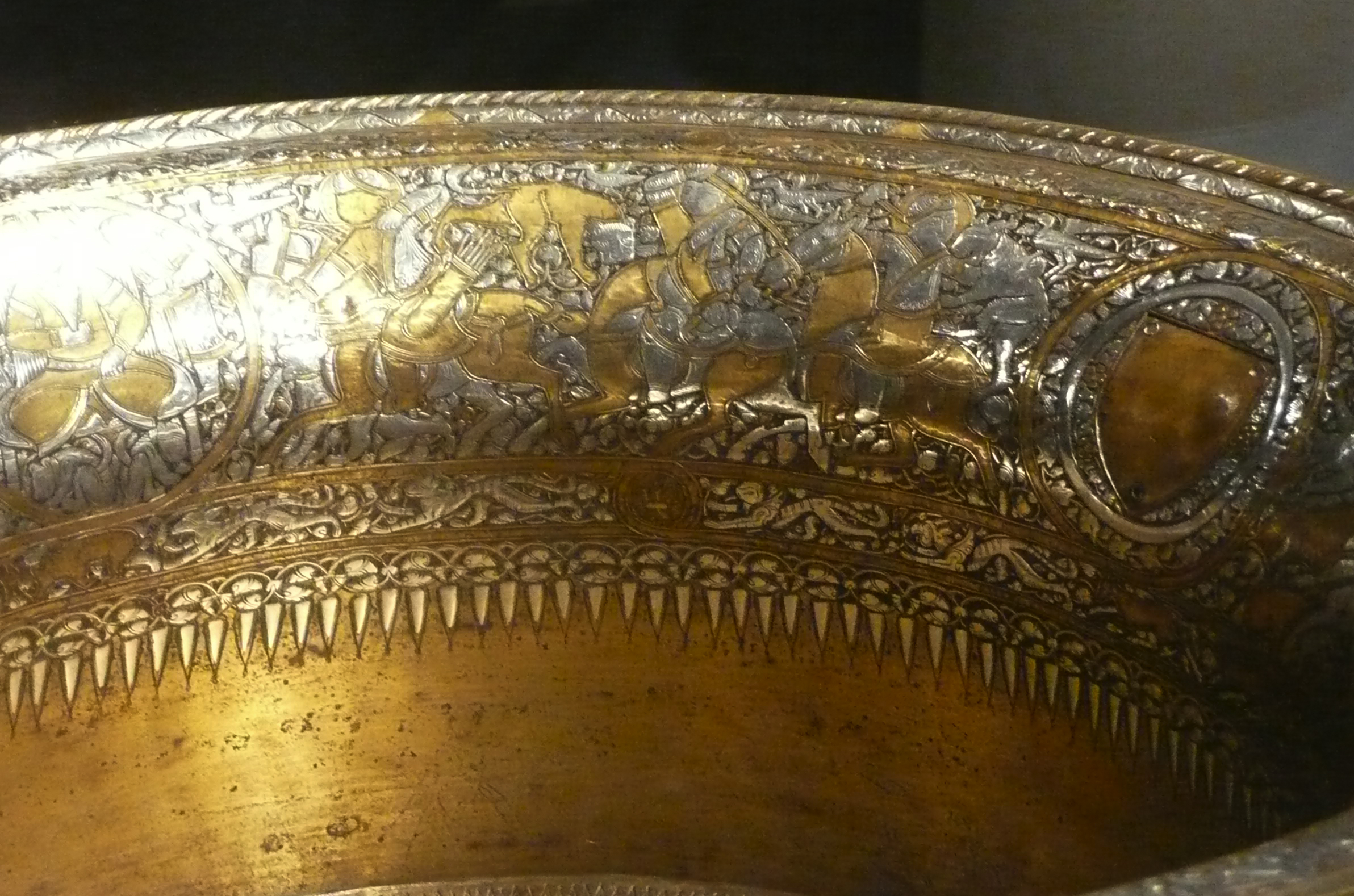
De droite à gauche, médaillon III et bandeau I4
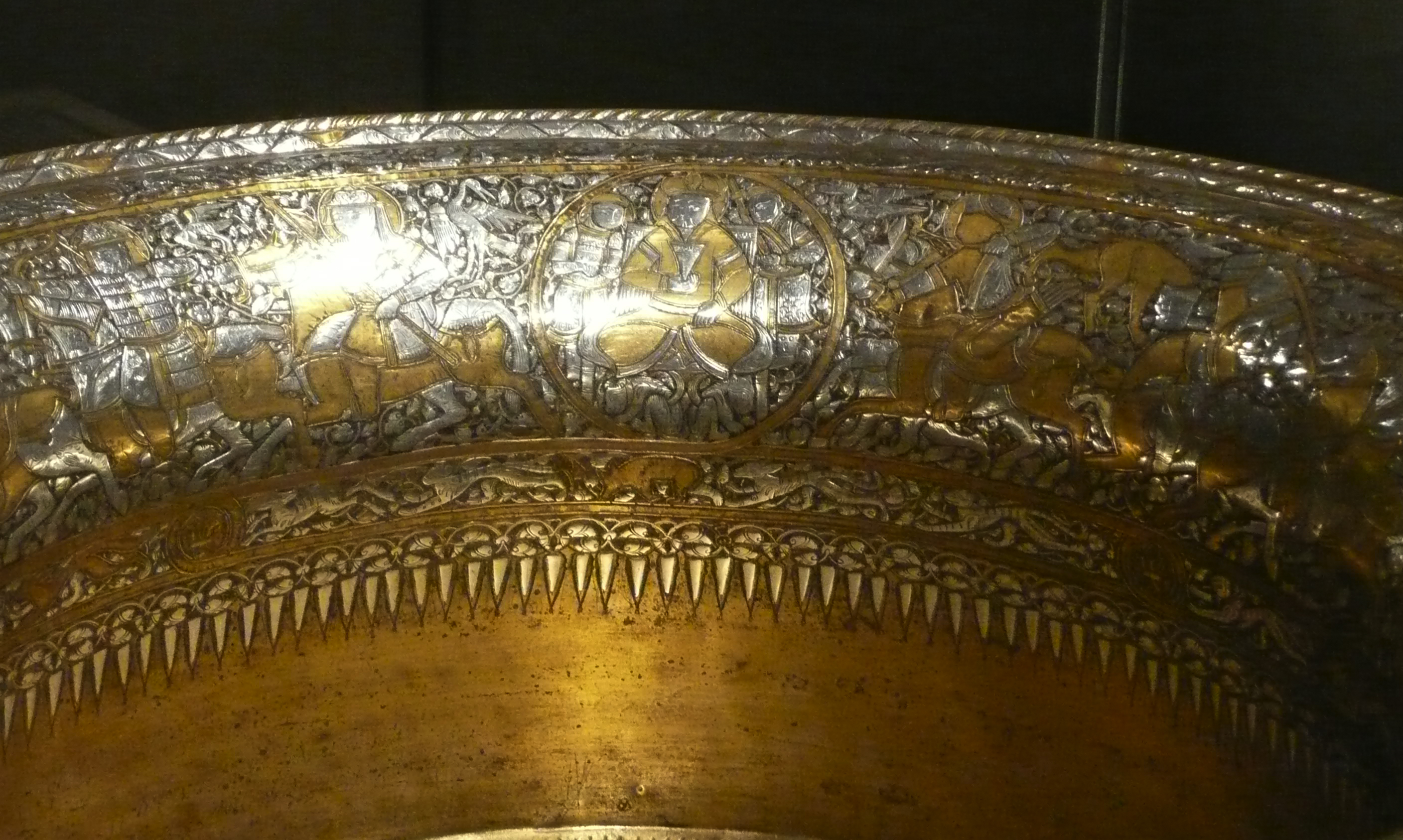
De droite à gauche, frise I4, médaillon IV et bandeau I3
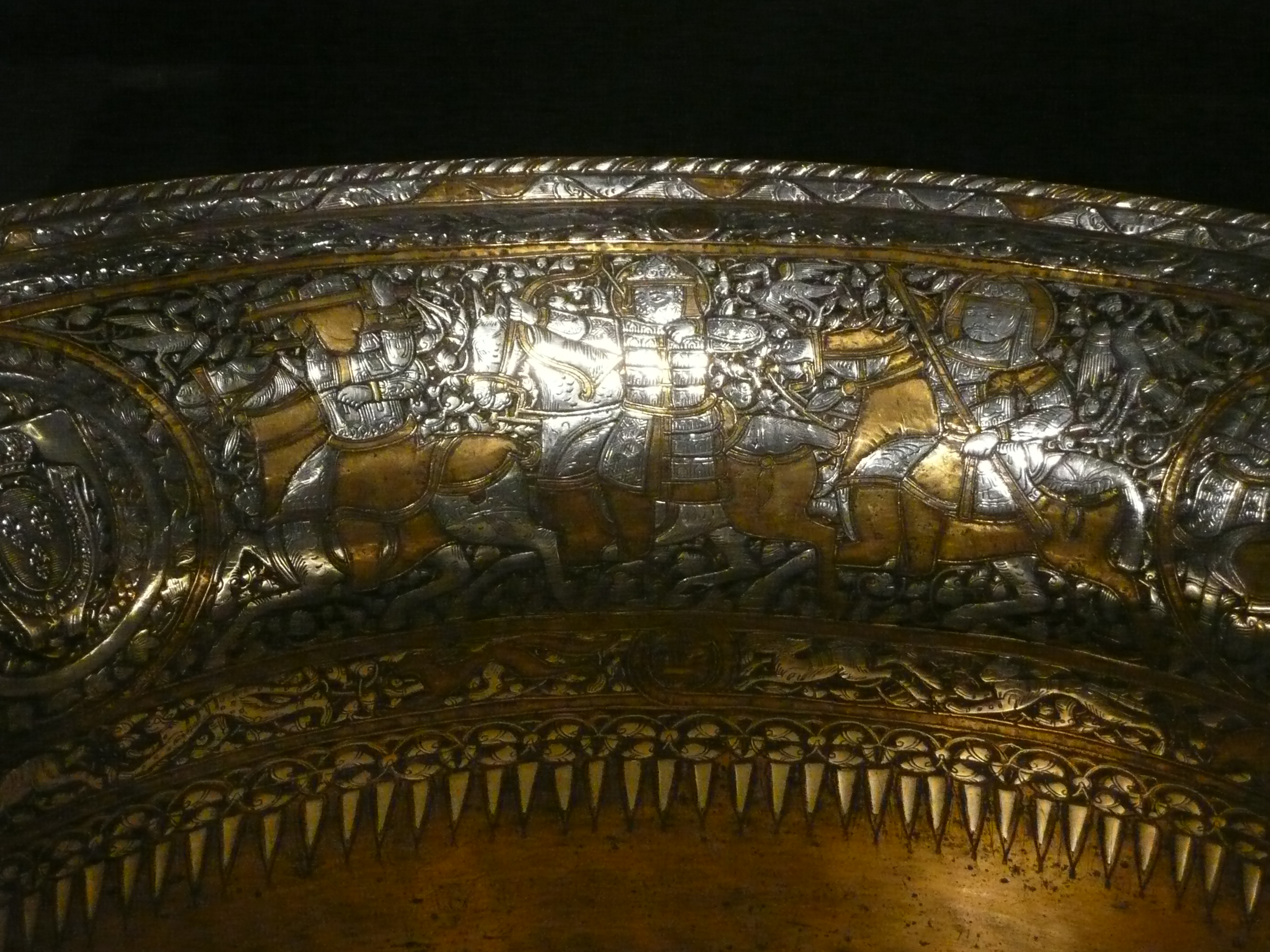
Bandeau I3

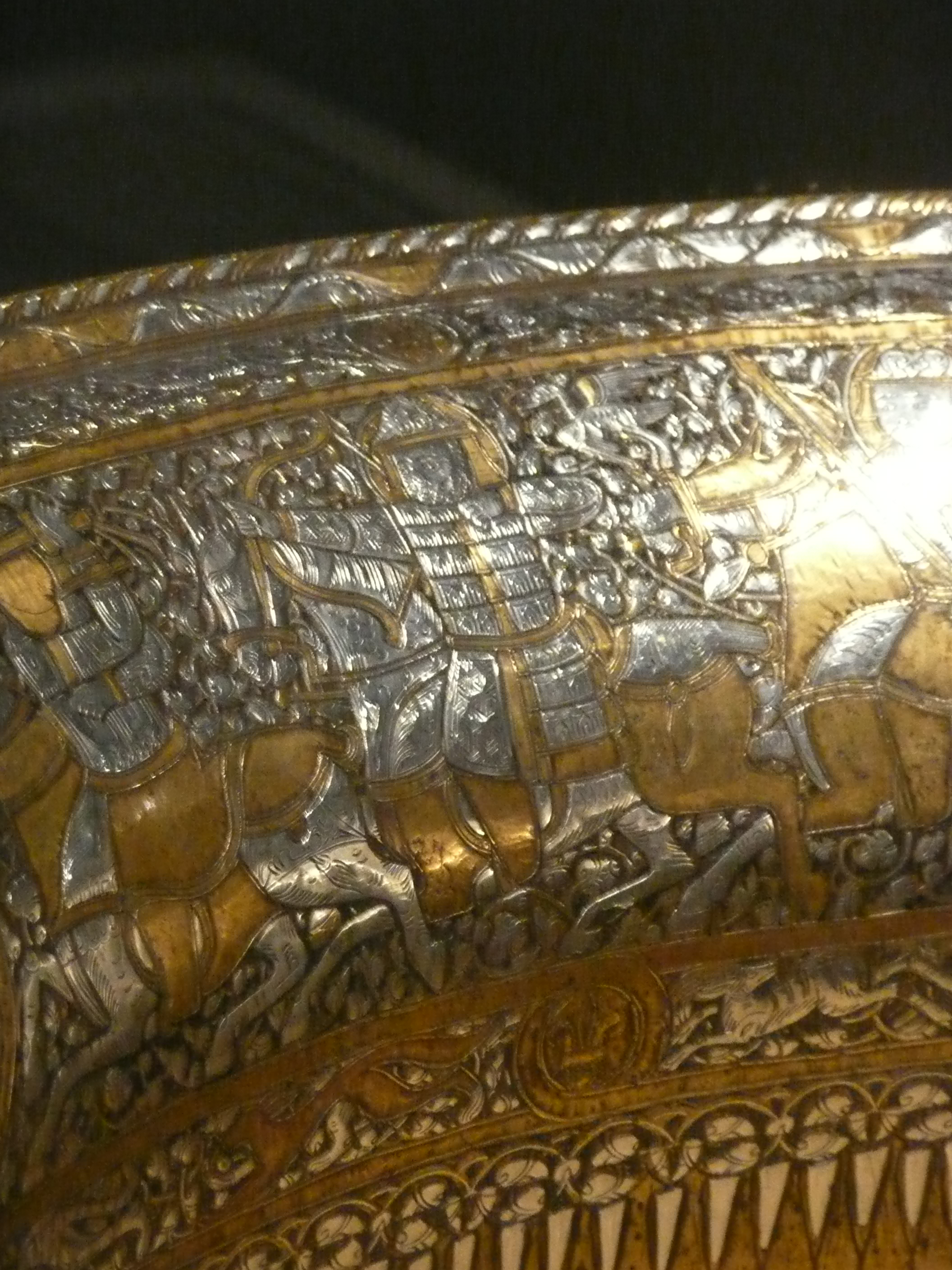
Guerrier en armure du bandeau I3.

Entre les médaillons, prennent place quatre séries de trois cavaliers : deux scènes de chasse (I1, I4) et deux scènes de guerre (I2, I3). Dans tous les cas, le harnachement des chevaux reprend celui des cavaliers des médaillons extérieures. 
- Le bandeau I4 montre une chasse au lion par trois cavaliers enturbannés. À gauche, le chasseur bande son arc en direction d'un lion qui mord le poitrail de sa monture ; celui du centre attaque à l'épée l'animal qui jaillit devant son cheval, contraint de tourner la tête ; à l'arrière, le dernier brandit une arme en forme de faucille contre le lion juché sur la croupe de son destrier.
- Sur le bandeau I1, les deux chasseurs latéraux sont enturbannés, tandis que celui du centre porte un bandeau. Le premier, dont les bottes sont ornés de deux points et d'une goutte, tue un félin avec sa lance tandis qu'au-dessus de lui, un faucon attaque un canard. Celui du centre frappe de son épée un ours au-dessus de lui. Le dernier, dont la selle est ornée d'un oiseau, fait reposer un faucon sur sa main gantée.
- Le bandeau I2 montre trois guerriers dont les deux à gauche portent le turban, et celui à droite porte un chapeau. Le personnage central, qui, sur ses bottes, porte un trait vertical et deux points, semble être attaqué  par les deux autres. Il tire une flèche en direction du personnage de gauche, qui l'attaque à l'aide d'une lance, mais il est frappé par l'épée du personnage de droite, aux bottes ornées de deux points et d'une goutte, qui tient aussi un bâton dans son autre main[25]. Au sol, des membres coupés (un bras, une main, une tête avec un chapeau à pompon) témoignent de la violence de la scène.
- Au centre du bandeau I3 un personnage entièrement revêtue d'une armure à lamelle, la tête protégée par un carmail qui ne laisse voir que ses yeux et surmontée d'un chapeau, décoche une flèche à un personnage situé devant lui, l'épée levée, vêtu d'un simple manteau, un bandeau entourant sa tête. À l'arrière, un troisième cavalier semble neutre : coiffé lui aussi d'un chapeau, il tient une lance dans la main gauche et ramène la main droite sur sa poitrine.

### Inscriptions
Plusieurs inscriptions prennent place sur ce bassin. La plus importante, incrustée en argent, se situe sous la lèvre. Les autres sont cachées dans le décor, gravées sur différents objets. Toutes sont en calligraphie cursive (naskhi).
| Localisation | Lecture en arabe                 | Transcription                                       | Traduction                                                | Lien vers une image |
| --- | -------------------------------- | --------------------------------------------------- | --------------------------------------------------------- | ------------------- |
| En lettres d'argent sous la lèvre, au-dessus du médaillon A | عمل المعلم محمد ابن الزىن غفر له | 'Amal al-mu'allim muhammad ibn al-zain ghufira lahu | Œuvre du maître Muhammad Ibn al-Zayn, qu'il soit pardonné | Image               |
| Gravé sur les trônes et les gobelets dans les médaillons internes II et IV (2 x 2 occurrences) Gravé sur le gobelet porté par le personnage à la bouteille dans le bandeau E1 | عمل ابن الزىن                    | 'amal ibn al-zain                                   | Œuvre d'Ibn al-Zayn                                       | Image E1            |
| Sur le plat tenu par un personnage du bandeau E1 | انا مخفيى لحمل الطعام            | Ana makhfiyya li-haml al-ta'am                      | Je suis le plat pour porter la nourriture                 | Image               |
| Sur l'écritoire portée par le personnage à gauche du médaillon IV | دواه                             | dawâh                                               | Écritoire                                                 | -                   |
| Sur l'écritoire portée par le personnage à gauche du médaillon II | دوه                              | daw[â]h                                             | Écritoire mal orthographié                                | -                   |

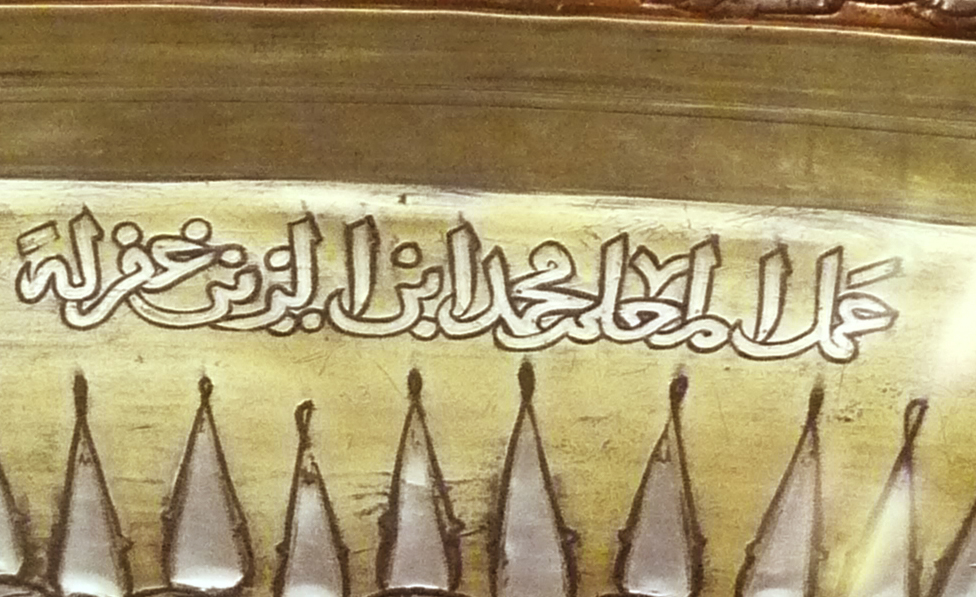
Signature principale de Muhammad ibn al-Zayn.

En comptant la signature principale et les signatures cachées, le bassin est donc signé à six reprises par son dinandier.

### Blasons
Le Baptistère de Saint Louis présente seize médaillons circulaires porteurs de blasons dans les frises animales intérieures et extérieures. Ces blasons ont été modifiés à une date inconnue et remplacés une fleur de lys, ce qui a pu faire penser qu'il s'agissait d'une rectification française ; toutefois, D.S. Rice estime qu'il s'agit là d'une fleur de lys de type oriental, meuble utilisé aussi bien sous la dynastie ayyoubide que par la maison des Qalâ'ûn. Il a également identifié les deux meubles qui trouvaient à l'origine sur les blasons : un lion rampant vers la droite (présent sur la moitié des blasons extérieurs) et un élément composé d'un cercle surmonté d'une tige, sur laquelle s'accrochent à droite deux rectangles, et en haut à gauche, un trait oblique. D. S. Rice parle d'un élément en forme de tamga, c'est-à-dire un symbole identitaire utilisé depuis l'antiquité par les peuples turco-mongols. Rice reprend là une identification le L. A. Mayer, mais la forme ne connaît pas d'équivalent et son propriétaire n'a pas pu être identifié ; E. Knauer propose d'y voir un tamga spécialement créé pour Berke, fils de Baybars, mais sans apporter d'élément permettant de dépasser le stade de l'hypothèse. Sophie Makariou préfère y voir une clé, qu'elle lie à un blason à une croix cantonnée de quatre clés présent sur un linteau du monastère de Nicolas-des-Chats à Akrotiri (Chypre). Le lion pose également problème par sa forme, puisqu'il n'est jamais représenté rampant, mais toujours passant, dans l'héraldique islamique ; cela a remis en question son identification comme l'emblème du souverain Baybars ; S. Makariou l'interprète comme le blason de la famille de Lusignan.

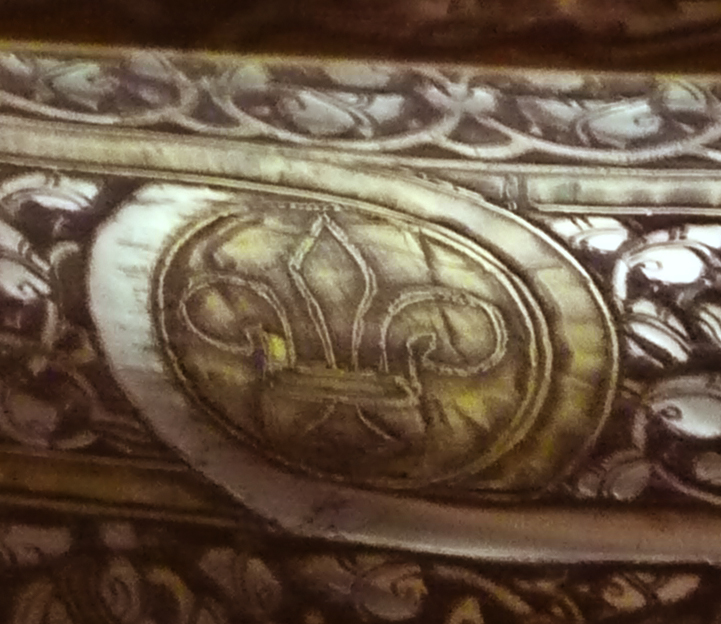
Blason à fleur de lys avec motif sous-jacent en forme de « clé »
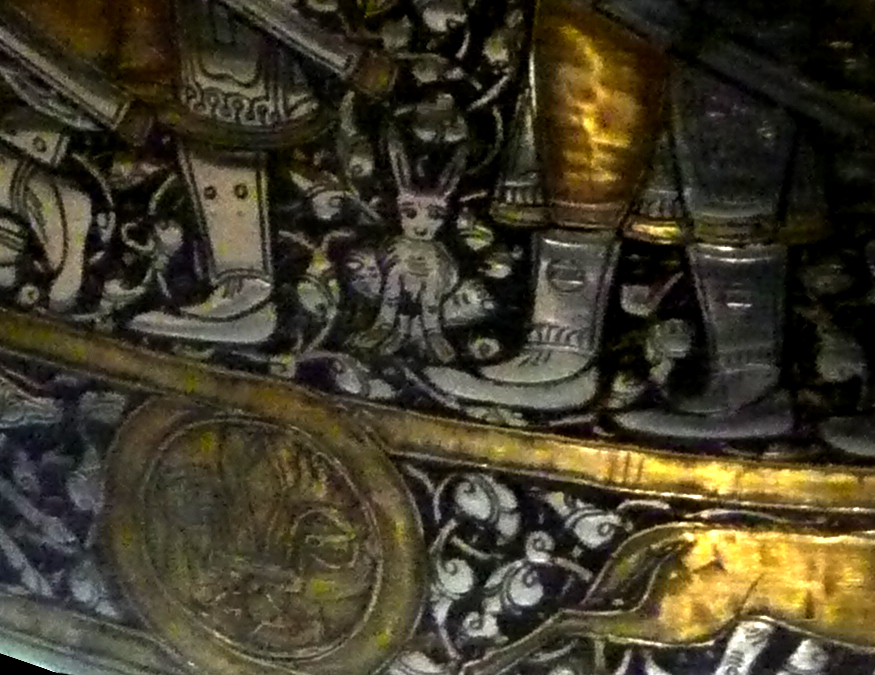
Blasons sur les bottes des dignitaires et fleur de lys sur un lion sous-jacent
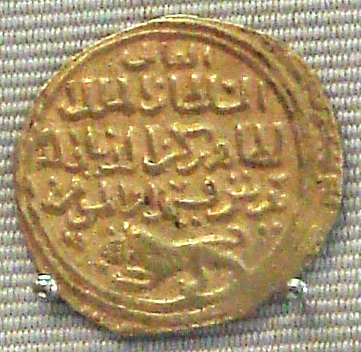
Le lion passant, emblème de Baybars, sur un de ses dinars
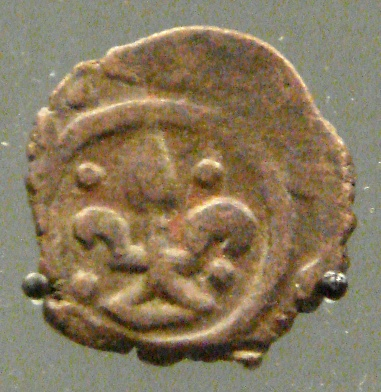
Fleur de lys sur un fals (pièce de cuivre) du sultan mamelouk Kitbugha

D'autres éléments héraldiques sont présents sur l'objet : outre les deux éléments scutiformes, laissés vierges jusqu'en 1821, les bottes des dignitaires portent des emblèmes qui pourraient être identifiés. D. S. Rice a ainsi voulu reconnaître, dans le blason rond à une fasce porté par les personnages du bandeau E1 l’emblème de l'émir Salar, et lui attribuer la commande de l’œuvre. Toutefois, cette attribution est contestée. Les autres éléments présents sur les bottes n'ont pas fait l'objet d'identification. On peut d'ailleurs se demander s'il s'agit bien d'héraldique, ou simplement de détails vestimentaires sans importance ; ainsi, le trait vertical présent sur certaines bottes, représenté également sur des manuels de furûsiyya, serait plutôt une couture qu'un élément de blason.

### Faune et flore

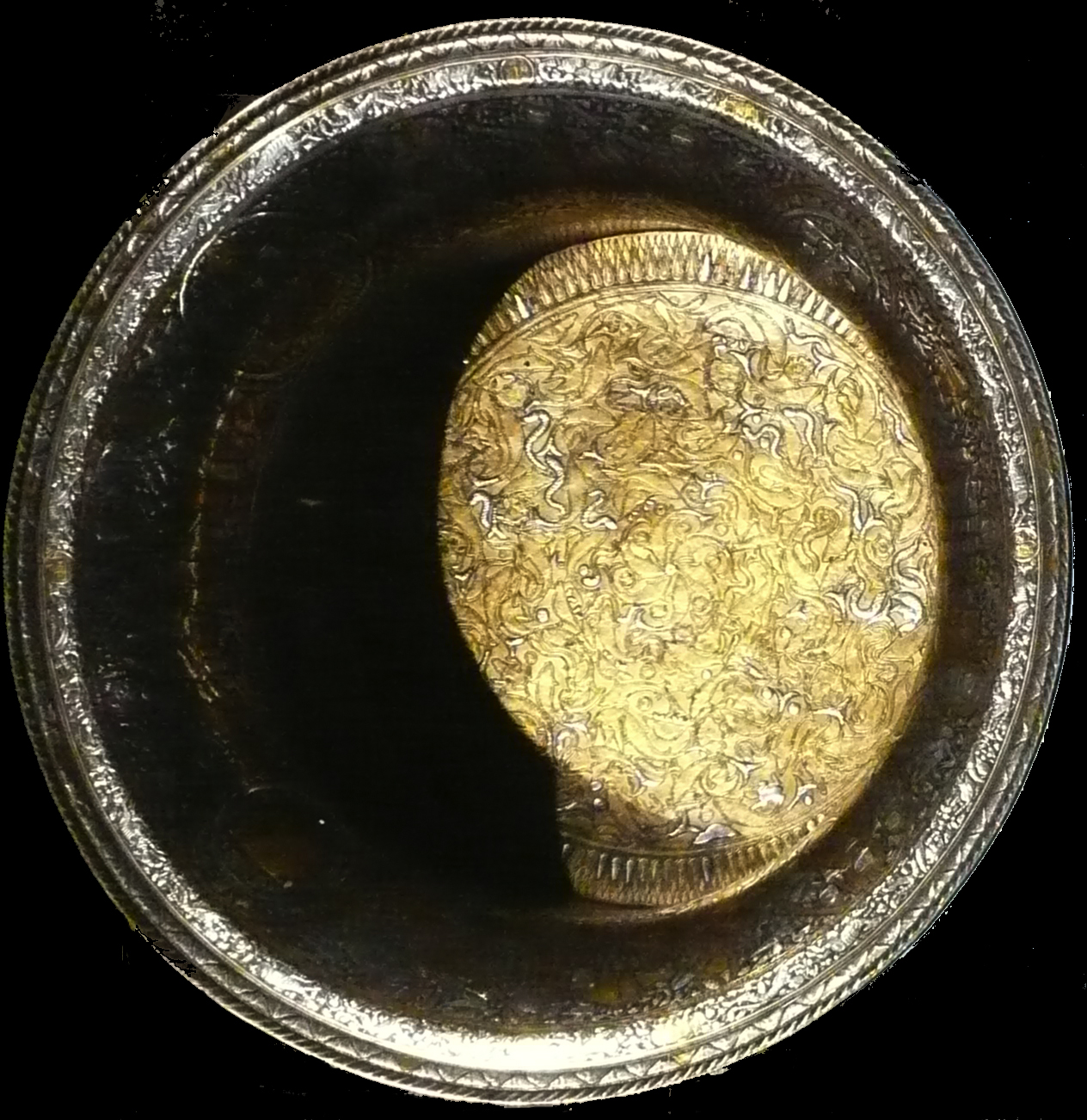
Ronde de poissons au fond du Baptistère de Saint Louis.

Les motifs animaux sont extrêmement présents dans le Baptistère de Saint-Louis. Ils prennent plusieurs formes : 
- des frises d'animaux se poursuivant ;
- des éléments animaux présents dans les scènes narratives, qui participent ou non à la narration ;
- une composition complexe au fond du bassin, avec une ronde de poissons agrémentée d'autres animaux aquatiques.

En dehors de la ronde de poisson, la plupart des animaux appartiennent au monde de la chasse, qu'ils en soient les proies (gazelles, bouquetins, lièvres, sangliers, lions, ours, renards, loups, guépards, canards, échassiers) ou les auxiliaires (guépards apprivoisés, chiens, faucons). D'autres sont des montures familières (dromadaires, éléphants, chevaux) ou des créatures imaginaires (griffons, sphinx, licornes, dragon).
La ronde de poissons est organisée de manière rigoureuse : au centre, six poisons forment un motif radiant autour d'un point. Cinq cercles concentriques de poissons les entourent. Toutefois, l'impression générale est celle d'un désordre, car entre les cercles de poissons, l'artiste a glissé une faune aquatique variée et désorganisée : des canards, des anguilles, des crabes, des grenouilles, un crocodile, un pélican, deux harpies.

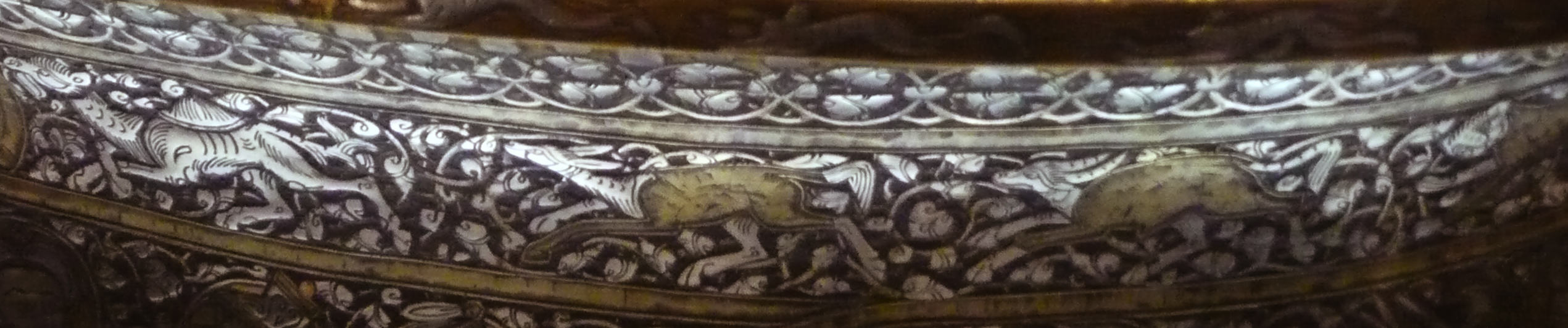
Détail de la frise animale supérieure extérieure

L'ensemble du décor, à l'exception de l'ornement de la tranche du bassin, s'enlève sur un fond d'entrelacs végétaux. Dans les frises animales, les rinceaux s'organisent de manière rigoureuse, en enroulements cylindriques ; au contraire, dans les registres principaux, l'ornement végétal semble plus libre, ayant pour but de remplir chaque espace laissé libre d'autres motifs. Les rinceaux sont ponctués de petites palmes et palmettes divisées en trois parties. Des feuilles, dérivant peut-être du modèle de la feuille de vigne, sont présentes dans les médaillons intérieurs à écussons, ainsi que des fleurettes à cinq pétales incrustées d'or. Sur les registres principaux, on trouve aussi de grande tiges végétales terminées par une fleur et portant des rangées de feuilles. un végétal à grosse fleur et un végétal indistinct, composé de deux palmes s'entrecroisant, se trouvent aussi entre les jambes des personnages du bandeau E2.

## Fabrication: technique et organisation du travail
La technique de fabrication de cet objet est celle du métal incrusté, encore pratiquée au Caire de nos jours. L'artiste, ou son atelier, met d'abord au point la forme en martelant le laiton sur une âme de bois, puis en le polissant. Par la suite, il crée le décor, en divisant la surface du bassin en divisions décoratives (registres, médaillons...) puis en dessinant les figures et les rinceaux. Les motifs sont ensuite entaillés avec un poinçon, l'artiste ôte une fine couche de la surface du métal, et pointille les bords des cuvettes pour une meilleure fixation des incrustations. Commence alors le travail des matières précieuses : l'artiste fait pénétrer les feuilles de cuivre, d'argent et d'or dans les creux en les martelant, les grave des détails. L'étape finale est l'enduction d'une matière noire bitumineuse, qui rehausse les gravures, souligne les contours et fait contraste avec les métaux précieux.
Cette technique apparaît en terres d'Islam au cours du XIIe siècle, probablement en Iran oriental, avant de se répandre rapidement vers le monde syrien. Les Ayyoubides, en particulier les artistes de l'« école de Mossul », dont certains travaillaient à Damas, avaient porté cette technique à un apogée, réalisant de véritables créations picturales ; arrivés au pouvoir en 1250, les Mamelouks reprennent cette tradition pour produire, à la période Bahrite (1250-1382) des œuvres de grand luxe.
Malgré son bon état de conservation général, le Baptistère de Saint Louis a perdu une partie de ses incrustations, soit en raison de l'usure du temps (ce qui est sans doute le cas pour la ronde de poissons, usée par l'eau), soit par vandalisme, pour récupérer le métal précieux. Ce phénomène de récupération s'est surtout fait sentir à la fin du XIVe siècle, moment où les métaux monétaires venaient à manquer. Toutefois, les œuvres désincrustées de ce fait le sont souvent totalement, et non partiellement comme c'est le cas pour le Baptistère.
L'organisation du travail dans les ateliers reste difficile à comprendre, faute de sources. Même si les dinandiers semblent plus souvent que d'autres artistes signer leurs œuvres en terres d'Islam, ils restent des artisans au statut secondaire, peu susceptible d'attirer l'attention de lettrés. Le Baptistère porte la signature d'une seule personne, Muhammad ibn al-Zayn, qui a également inscrit son nom sur un bol, plus petit, conservé au musée du Louvre. Pourtant L. A. Mayer souligne que le travail se fait rarement seul : quelques métaux à double signature montrent ainsi qu'il existe généralement au moins un artiste mettant l'œuvre en forme, et un autre, le naqqash réalisant le décor. Muhammad ibn al-Zayn, qui se proclame al-mu'allim, c'est-à-dire « maître », serait plutôt l'incrustateur, puisque son nom est incrusté en lettres d'argent. L'usage du terme al-mu'allim se rencontre sur d'autres œuvres de métal incrusté mameloukes comme un meuble au nom d'an-Nasir Muhammad ibn Qala'un conservé au musée d'art islamique du Caire ou encore un miroir conservé au musée de Topkapi.

## Forme et style

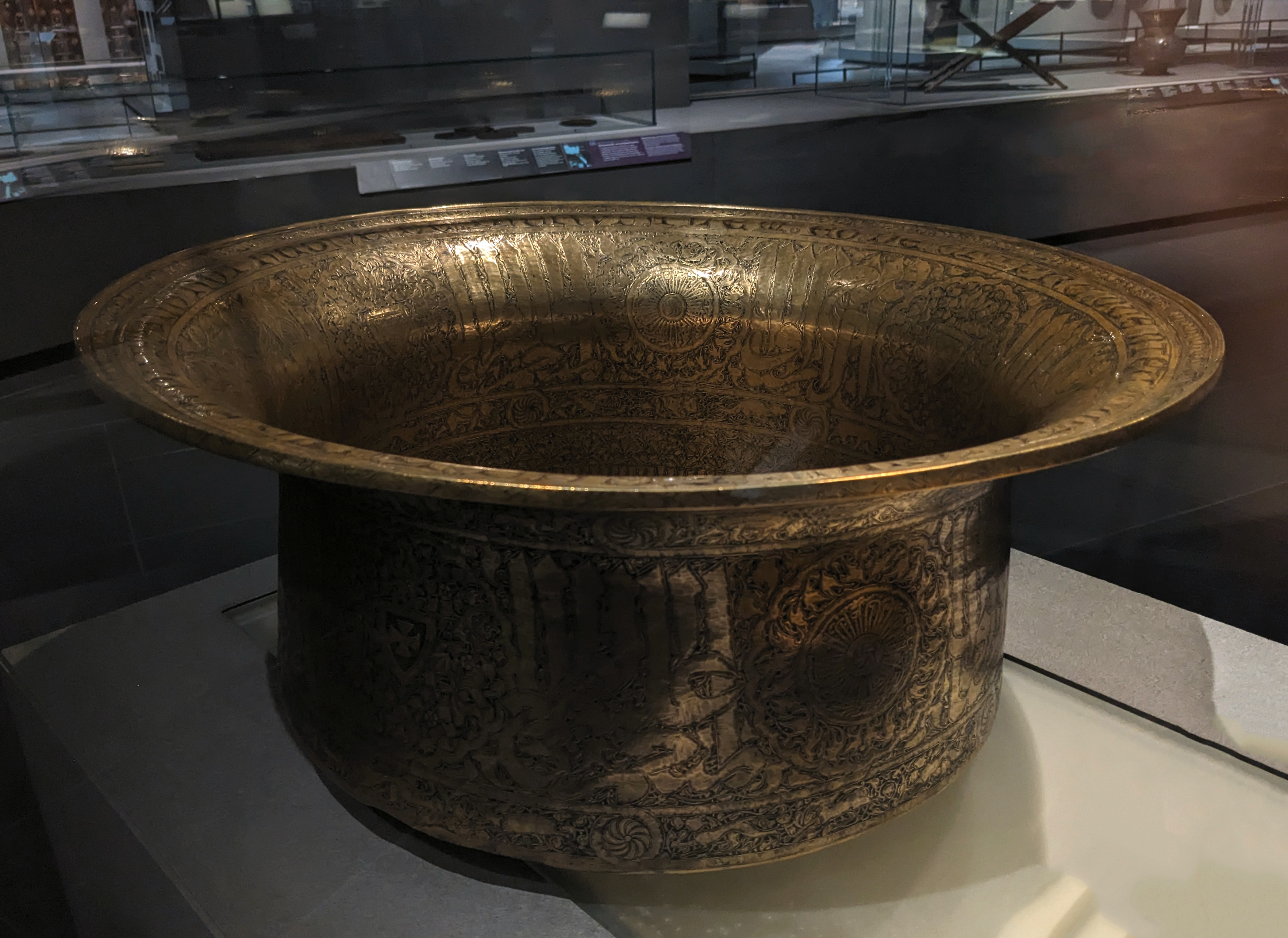
Bassin au nom d'Hugues de Lusignan, Paris, musée du Louvre, MAO 101.

Les bassins à bords évasés existent depuis la période ayyoubide : en témoignent, par exemple, le Bassin d'Arenberg, datable vers 1247-1249 et conservé à la Freer Gallery of Art, ou encore le bassin au nom de Salih Najm ad-Din Ayyub conservé au musée d'art islamique du Caire. Toutefois, ces bassins, dont un exemplaire est daté 1285 ont souvent une zone de transition assez douce et courbe. Avec son profil fortement caréné, très angulaire, ainsi qu'avec ses dimensions remarquables, le Baptistère de Saint Louis s'éloigne de ce type. Il appartient à un groupe de bassins de forme et de dimensions comparables, parmi lesquels deux portent le nom du sultan an-Nasir Muhammad ibn Qala'un, un est dédié à un sultan du Yémen et un autre a été fait pour Hugues IV de Lusignan. Une œuvre également très proche par sa forme et par son décor, mais restée inachevée sans doute en raison d'un accident technique (une fente dans le fond) est conservée au L. A. Mayer Memorial de Jérusalem et a été attribué à Muhammad ibn al-Zayn par Jonathan M. Bloom.

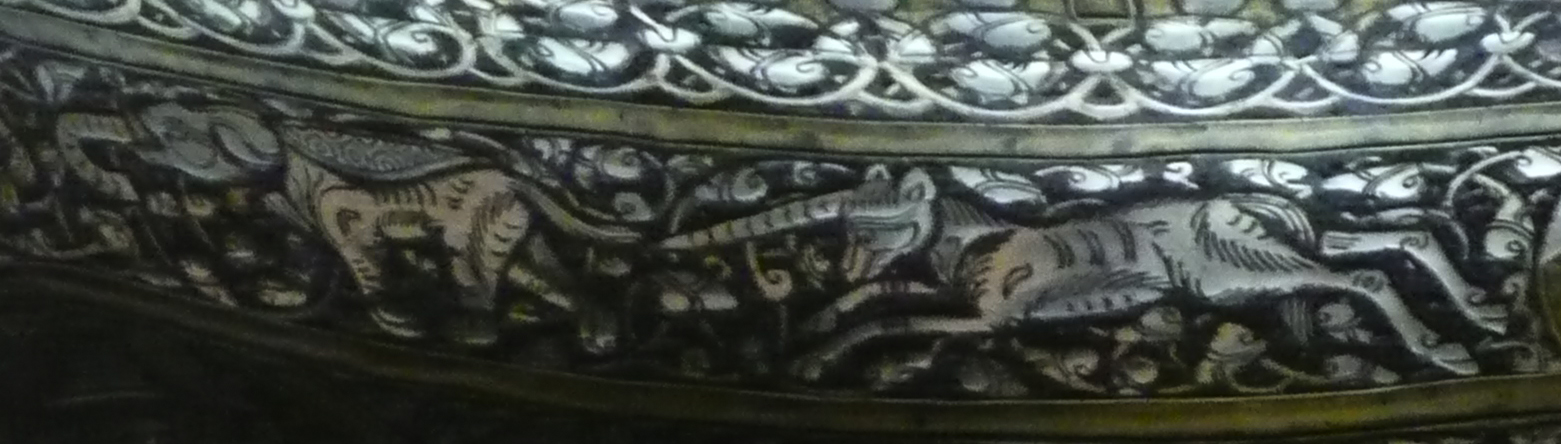
Licorne poursuivant un éléphant, frise supérieure extérieure
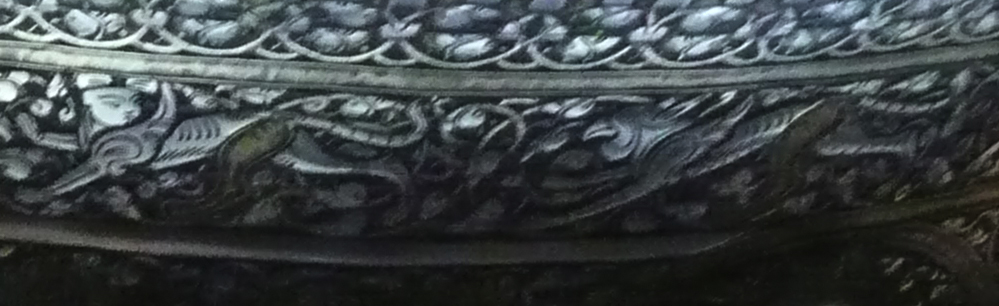
Griffon poursuivant un sphinx, frise supérieure extérieure

Le style général du bassin s'inscrit dans la continuité des œuvres précédentes. Ainsi, les frises d'animaux se poursuivant existent depuis les premiers siècles de l'islam, et à partir du XIIe siècle, les frises où les animaux sont d'espèces différentes prédominent dans l'art islamique. Tous les animaux des frises sont d'espèces traditionnelles dans les arts de l'Islam : tous se retrouvent, par exemple, dans les exemplaires du Manafi al-Hayawan d'Ibn Bakhtishu. En particulier, la licorne poursuivant l'éléphant est un thème récurrent de l'art en Islam, , qui fait écho à des légendes rapportées par al-Jahiz et al-Qazwini notamment ; on trouve le sur des carreaux lustrés au XIIIe siècle en Iran et sur des bas-relief à Konya à la même période. De la même manière, l'association entre le griffon et le sphinx est bien établi à l'époque de création du Baptistère. Seul le dragon serpentiforme pourrait être une nouveauté arrivée en Égypte avec l'invasion mongole ; on en trouve toutefois dans la zone syrienne dès la période Seljukide. Les rondes de poissons incluant d'autres animaux culminent, d'après E. Baer au début du XIVe siècle, comme le montre un bol iranien en laiton incrusté, daté 705h/1305. Pour elle, ces motifs « évoquent - il semblerait - des rêves à propos de mers lointaines et étrangères dont les eaux apporteraient richesse et bonne fortune ».

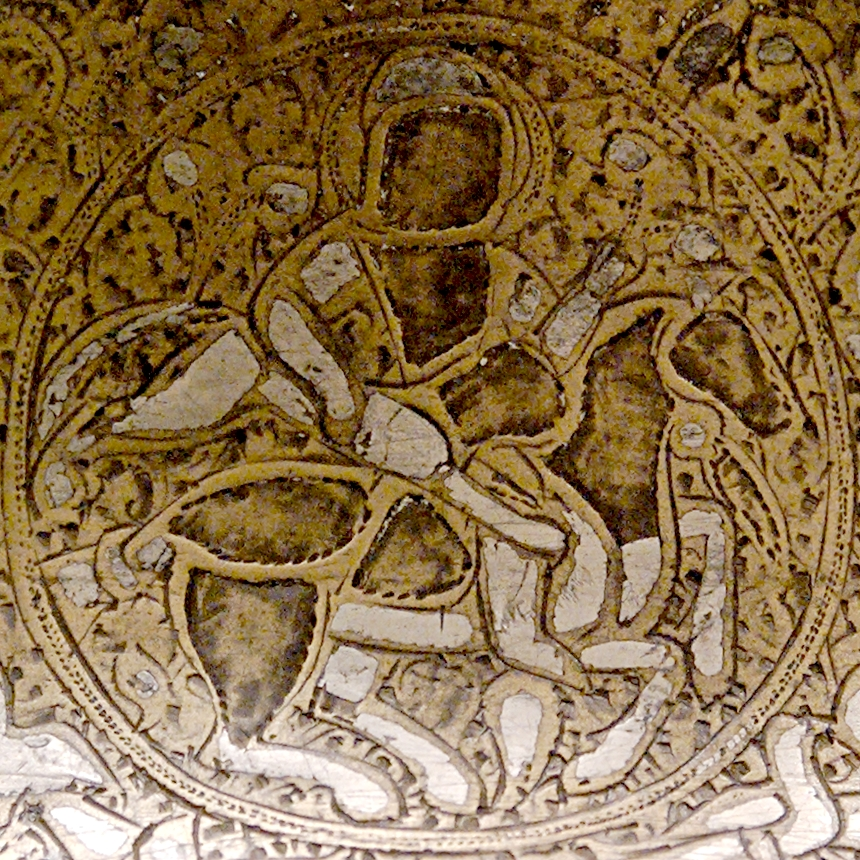
Cavalier sur un chandelier syrien du XIII, Paris, musée du Louvre, OA 6035.

De la même manière, les rinceaux décoratifs trouvent des parallèles dans des œuvres plus anciennes. Le motif spiralé est très précoce en Égypte : on le trouve par exemple sur des ivoires et des boiseries fatimides, même s'il s'agit alors de rinceaux de vigne. Dans les métaux ayyoubides, comme sur le Bassin du sultan al-'Adil II signé par al-Dhaki, les rinceaux - de même que la calligraphie de la signature - sont très proches de ceux du Baptistère. Les fleurs à haute tiges portant des rangées de feuilles trouvent des parallèles dans la peinture de Baghdad du XIIe et du XIIIe siècle, comme le Livre des antidotes du Pseudo-Galien, daté 1199. On ne trouve pas, dans le Baptistère, de motif nouveau apporté par les invasions mongoles, alors que les autres métaux du groupe (celui du L. A. Mayer excepté) présentent un grand nombre de fleurs de pivoine notamment. Les seules pivoines du Baptistère sont présentes sur la serviette portée par un personnage, ce qui pourrait démontrer son origine mongole. Les fleurettes à cinq pétales qui entourent les blasons dans les médaillons internes trouvent des parallèles immédiats dans les médaillons des autres bassins du groupe.
Mais l'élément qui contraste le plus entre le style utilisé sur le Baptistère et celui des œuvres de métal mameloukes du deuxième quart du XIVe siècle est l'absence de grande inscription en caractère thuluth, caractéristique de l'art de cette période. Les autres Bassins du groupe, à l'exception de celui du L. A. Mayer, inachevé et non daté, portent ce type de décor. J. M. Bloom comme R. Ward puis S. Makariou relèvent cette incongruité ; pour R. Ward et S. Makariou, celle pourrait s'expliquer par le fait que la commande du Baptistère aurait été due à un chrétien. Toutefois, le bassin au nom d'Hugues de Lusignan au Louvre porte bien une grande inscription en calligraphie thuluth.
Plusieurs éléments dénoteraient un certain sens de l'humour de la part de l'artiste, comme l'inscription absurde sur le plat, ou encore la présence d'un petit lapin représenté de face, en raccourci, qui semble prendre le spectateur à témoin.

## Interprétations de l'iconographie
L'interprétation de l'iconographie du Baptistère de Saint Louis prête à de nombreuses controverses depuis le XIXe siècle. La plupart des chercheurs, dont D. S. Rice, s'accordent à voir dans les scènes représentées des événements précis, en s'attachant au fait que certains éléments, comme la génuflexion ou le petit personnage, n'ont pas d'équivalent dans l'art islamique ni de caractère purement décoratif. Toutefois, Rachel Ward contredit cette interprétation en soulignant que les Mamluks n'ont pas de tradition de portrait ou de 'peinture d'histoire' dans leur art du métal, et qu'une telle représentation serait inconcevable sans une inscription qui identifie la scène. Elle estime également que chercher à dater à partir des costumes représentés est absurde, car les artistes mamelouks s'appuyaient davantage sur des sources artistiques que sur l'observation de la vie quotidienne.
Si S. Makariou considère les hypothèses de R. Ward comme valables, d'autres chercheurs s'y opposent et cherchent à comprendre l'iconographie du Baptistère par l'analyse détaillée de son iconographie. D. S. Rice est le pionnier de ce type d'étude. À partir de la différence vestimentaires et physiques des personnages des frises extérieures, qu'il recoupe avec les traditions du costume mamelouk, il identifie deux groupes distincts : aux panneaux E1 et E3, des émirs turcs habillés conformément aux règles vestimentaires introduites par Qalâ'ûn (1279-1290) ; aux panneaux E2 et E4, des serviteurs arabes. Parmi les émirs, on pourrait reconnaître Salar à son blason, mais aussi certaines charges, comme celle de veneur (fahhâd) pour le personnage associé au guépard et de fauconnier (bâzyâr). Les médaillons aux scènes de trône, pour lui, n'ont pas de sens particulier ; par contre, il y aurait une continuité narrative entre les scènes de bataille, la tête coupée étant celle du personnage frappé dans le bandeau précédent.
En 1984, dans un article consacré à la représentation des Mongols dans la peinture du trecento, E. Knauer propose de voir dans le baptistère « un témoignage des vifs échanges entre Berke Khan et Baybars Ier, qui culminent avec la circoncision du fils de Baybars le 3 septembre 1264, en présence du représentant [de la Horde d'or]. » E. Knauer argumente son propos en s'intéressant au caractère inhabituel du double blason ; il identifie celui en forme de lion à Baybars, et évoque l'idée que celui en forme de tamga serait celui du jeune circoncis, Berke. Il identifie surtout les chapeaux comme étant des chapeaux mongols, et estime que leur type physique serait celui des émirats caucasiens.
Doris Behrens-Abouseif, en 1989, remet ces hypothèses en cause. Elle insiste sur le fait que les types identifiés comme ceux des serviteurs par Rice sont parfois associés aux chevaux, privilège aristocratique. Pour elle chaque cavalier dans les médaillons représente un aspect de la furusiyya, un art équestre très mis en valeur à la période mamelouke ; l'ensemble du Baptistère serait donc une évocation de tournois (maydân) se déroulant lors des cérémonies à l'époque du sultan Baybars.

## Commanditaire, datation et localisation

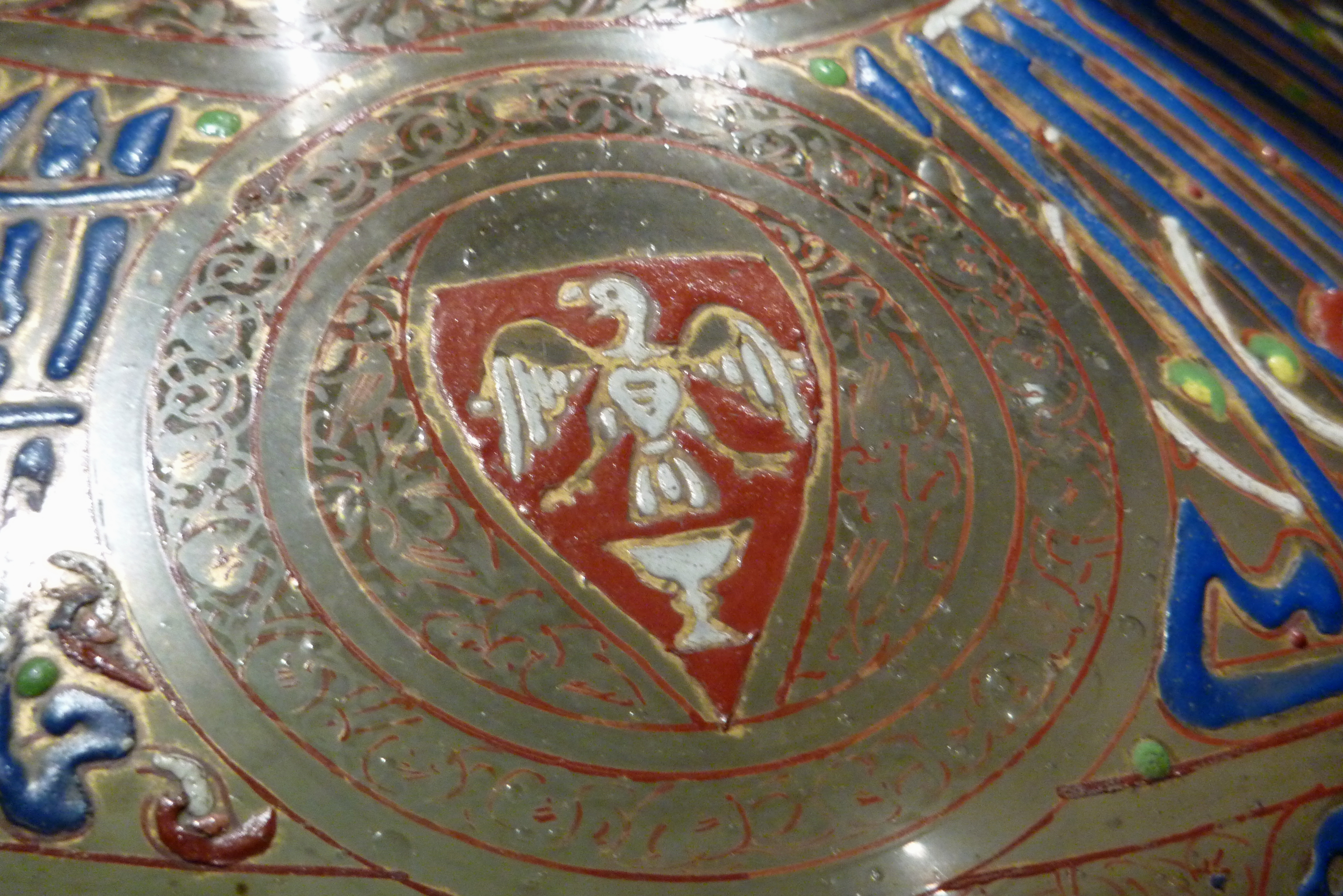
Les blasons scutiformes existent toutefois pour des commanditaires mamelouks, comme sur cette bouteille en verre conservée au musée du Louvre, OA 3365.

Ces différentes hypothèses poussent les auteurs à dater et à localiser différemment le Baptistère. Par son identification de Salar en tant qu'émir représenté et commanditaire de l’œuvre, D. S. Rice propose une date entre 1290-1310, période d'activité du personnage. Une comparaison stylistique avec un bol conservée au musée de Berlin et réalisé pour l'émir Sumul, compagnon de Salar, lui permet de conforter son hypothèse. Il émet l'hypothèse que le blason au lion pourrait être celui de Baybars II. Quant à la localisation, la présence d'un crocodile, animal nilotique, le fait pencher pour une œuvre égyptienne, tout en restant prudent.

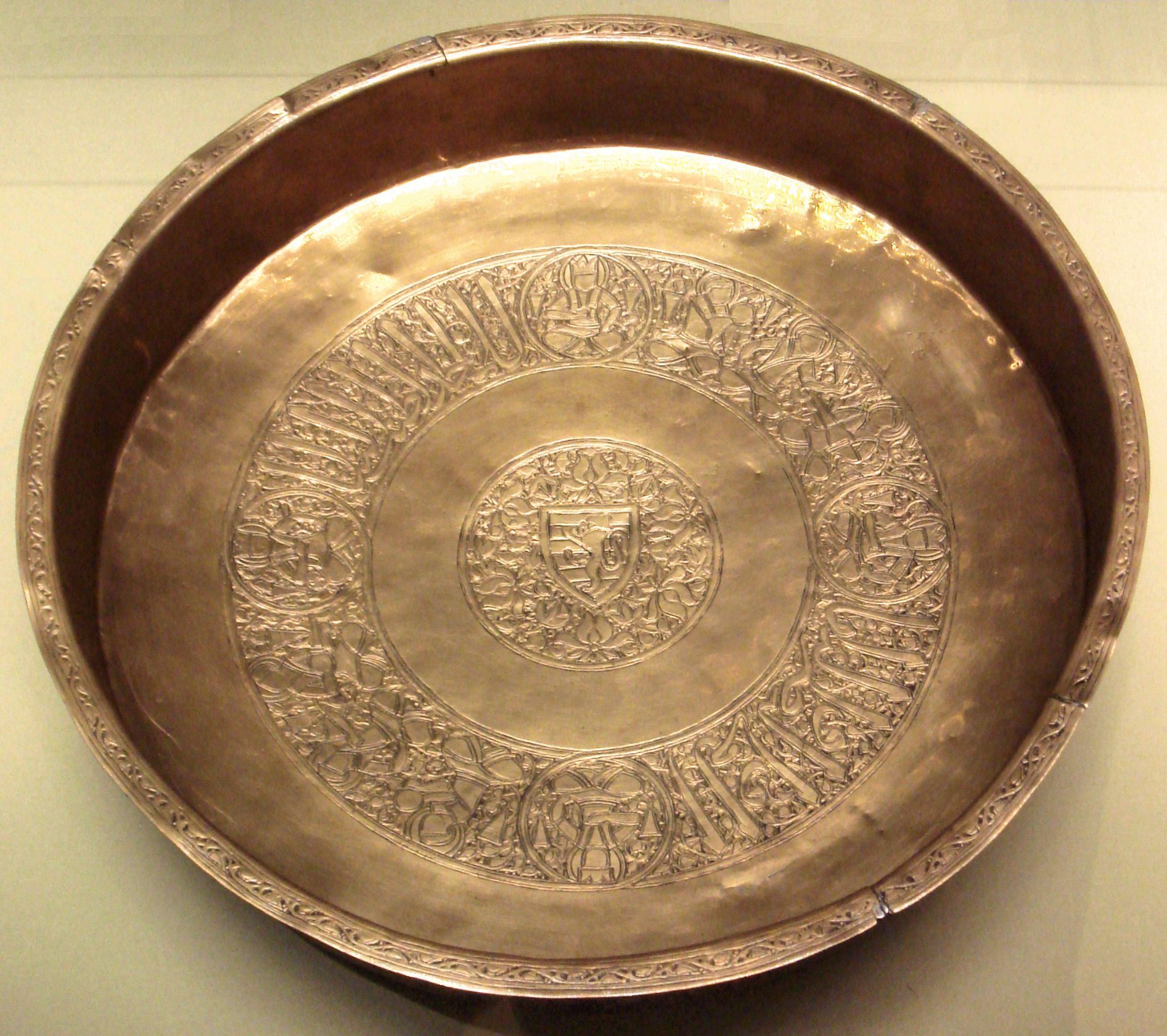
Plat aux armes des Lusignan, Paris, musée du Louvre, MAO 1227.

E. Knauer comme D. Behrens-Abouseif, identifiant les scènes comme liées à la vie de Baybars Ier, militent pour une datation plus ancienne, dans le troisième quart du XIIIe siècle. Après avoir remis en cause les datations de Rice par le costume, Behrens-Abouseif avance plusieurs arguments à cet effet : le costumes des émirs non-mongols, archaïque ; l'étrange absence de musiciens, que Baybars honnissait ; l'importance des traits mongols, à relier avec l'afflux de réfugiés mongols au Caire sous Baybars ; la mise en évidence de charges mises en place et rénovées par les réformes de Baybars ; l'importance donnée au lion dans l'iconographie. Pour elle, l’œuvre est donc une commande du sultan Baybars.
Au contraire, R. Ward estime que le Baptistère est un exemple précoce de métal vénéto-sarrazin, fait en Syrie pour un commanditaire européen au milieu du XIVe. La qualité du métal ne dénote pas forcément un travail fait pour la cour, selon elle ; au contraire, l'absence d'inscription monumentales aux titres d'un personnage majeur montre qu'il s’agit d'un travail réalisé pour un commanditaire étranger. De même, les signatures et les inscriptions annexes seraient uniquement un outil décoratif, car elle n'auraient pas été appréciées d'un commanditaire lisant l'arabe. La forme des écus laissés vides, le fait même qu'ils soient restés vierges, l'emploi du lion rampant dénonceraient un commanditaire européen. La datation qu'elle propose, entre 1325 et 1360 se fonde essentiellement sur le rapprochement du Baptistère avec le groupe de bassins déjà mentionnés, et avec un groupe de manuscrits réalisés à Damas entre 1334 et 1360. Cette comparaison, le fait que Damas ait été reconnu en Europe comme un centre de métal (sensible dans les mots « damasquinure » et « damassé ») alors qu'au contraire, le Caire était fermée aux étrangers la poussent à proposer une fabrication à Damas. Cette hypothèse pourrait être confortée par l'existence, à Damas, d'une grille en fer datée 1340-59, qui contient le nom Muhammad ibn al-Zayn ; toutefois, l'identification de l'auteur du Baptistère à celui des grilles de Damas reste soumise à caution, car il s'agirait alors d'un exemple unique d'artiste ayant travaillé à la fois le fer et le laiton incrusté. S. Makariou reprend et développe ces hypothèses et propose d'identifier le blason au lion à celui d'Hugues IV de Lusignan.